# Supruniwka (obwód połtawski)
Supruniwka (ukr. Супрунівка) – wieś na Ukrainie, w obwodzie połtawskim, w rejonie połtawskim, w hromadzie Połtawa. W 2001 liczyła 3974 mieszkańców.

## Urodzeni
- Nina Boczarowa – radziecka gimnastyczka.